# Беговичи
Беговичи (серб. Бјеговићи / Bjegovići) — село в общине Вишеград Республики Сербской Боснии и Герцеговины. В настоящее время село необитаемо.